# Celles-sur-Ource
 Celles-sur-Ource  là một xã ở tỉnh Aube, thuộc vùng Grand Est ở phía bắc miền trung nước Pháp.